# Aeroporto Internacional José María Córdova
O Aeroporto Internacional José María Córdova (em castelhano:  Aeropuerto Internacional José María Córdova) (IATA: MDE, ICAO: SKRG) é o aeroporto principal da cidade colombiana de Medellín, localizado na cidade de Rionegro.

## Destinos
| Companhias                       | Cidades | Aliança       |
| -------------------------------- | --- | ------------- |
| Avianca 11 destinos              | Domésticos (8): Barranquilla / Bogotá / Bucaramanga / Cáli / Cartagena / Cúcuta / Montería / Santa Marta Internacionais (3): Madri / Miami / Nova Iorque | Star Alliance |
| Copa Airlines Colômbia 1 destino | Internacional (1): Cidade do Panamá | Star Alliance |
| LATAM Colômbia 4 destinos        | Domésticos (4): Bogotá / Cartagena / Ilha de San Andrés / Santa Marta                                                                                    | N/A           |
| EasyFly 4 destinos               | Domésticos (4): Bucaramanga / Montería / Pereira / Yopal                                                                                                 | N/A           |
| VivaColombia 9 destinos          | Domésticos (7): Barranquilla / Bogotá / Cáli / Cartagena / Montería / Ilha de San Andrés / Santa Marta Internacionais (2): Miami / Cidade do Panamá      | N/A           |
| Wingo 1 destino                  | Internacional (1): Cidade do Panamá | N/A           |
| Aeroméxico 1 destino             | Internacional (1): Cidade do México | SkyTeam       |
| Air Panamá 1 destino             | Internacional (1): Cidade do Panamá | N/A           |
| American Airlines 1 destino      | Internacional (1): Miami | Oneworld      |
| Avianca El Salvador 1 destino    | Internacional: (1) San Salvador | Star Alliance |
| Avianca Perú 1 destino           | Internacional: (1) Lima | Star Alliance |
| Avior Airlines 1 destino         | Internacional (1): Valência | N/A           |
| Iberia 1 destino                 | Internacional (1): Madri (Suspende abril de 2017) | Oneworld      |
| JetBlue Airways 1 destino        | Internacional (1): Fort Lauderdale | N/A           |
| Spirit Airlines 1 destino        | Internacional (1): Fort Lauderdale | N/A           |